# 厄瑪奴耳·瓦瑪拉
厄瑪奴耳·瓦瑪拉（英語：Emmanuel Wamala；1926年12月15日—）是烏干達籍天主教司鐸級樞機及坎帕拉總教區榮休總主教。

## 生平
瓦瑪拉於1926年12月15日在烏干達Lwaggulwe Masaka岀生。他於1957年12月21日在馬薩卡教區晉鐸。1957年至1960年，在羅馬進修，並從1960年到1981年，在烏干達和美國進一步的研究，以及馬薩卡教區擔任牧靈工作。在此期間，他曾擔任馬凱雷雷大學校長及從1974年至1981年，還任馬薩卡教區副主教。
教宗若望保祿二世於1981年7月17日任命他為基因達-米蒂亞納教區主教，4個月後於11月22日晉牧。1988年11月21日，改任命為坎帕拉總教區助理總主教；1990年2月8日，任該總教區總主教。1994年11月26日被任為司鐸級樞機。直到2006年8月19日榮休，及由西彼廉·盧安加接替成為坎帕拉總教區正權總主教。